# آندریاس قوکاسیان

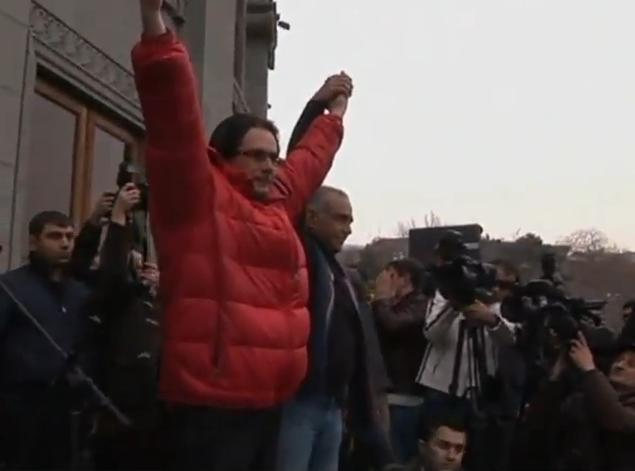

آندریاس مارادی قوکاسیان (ارمنی: Անդրիաս Մարատի Ղուկասյան؛ زادهٔ ۱۲ مهٔ ۱۹۷۰) تحلیلگر سیاسی اهل ارمنستان است. وی در سال ۱۹۹۴ از دانشگاه دولتی ایروان فارغ‌التحصیل شده‌است. قوکاسیان یکی از نامزدان انتخابات ریاست‌جمهوری ارمنستان (۲۰۱۳) در سال ۲۰۱۳ بود. در تاریخ ۲۱ ژانویه ۲۰۱۳، قوکاسیان شروع به اعتصاب غذا در مقابل ساختمان فرهنگستان ملی علوم ارمنستان در ایروان نمود. در ژوئیه ۲۰۱۶ در جریان بحران گروگان‌گیری ۲۰۱۶ ایروان وی دستگیر شد.